# S1 MP3 Player

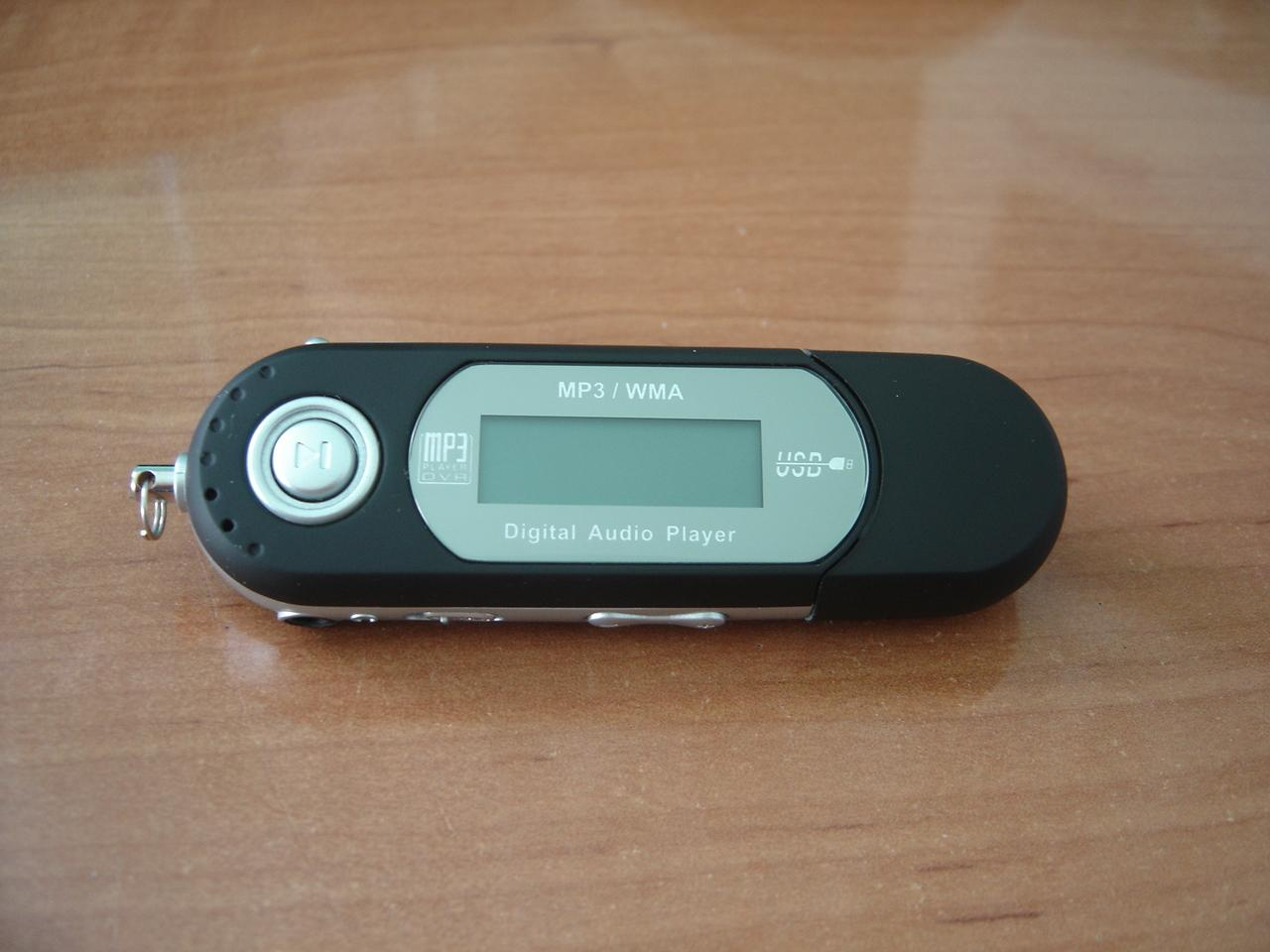
Un S1 MP3 Player sin marca basado en memoria Flash

El S1 MP3 Player es un modelo genérico de reproductor MP3 fabricado en China en el año 2006, que comparte la misma tecnología con un chip de Firmware fabricado por Wilson® Co.Ltd. Algunas versiones pueden reproducir videos en formatos comprimidos, como .AMV, .MTV, .MVS, entre otros. Estos se conocen como reproductores MP4.
Los reproductores MP4 son conocidos incorrectamente por ese nombre, ya que no leen el formato MPEG-4.

## Soporte de Audio
| Formato | kbps     | Hz            | Canales                               |
| ------- | -------- | ------------- | ------------------------------------- |
| MP3     | 8 – 320  | 8000 – 48000  | Mono – Estéreo – Joint ST – Dual Mono |
| WMA     | 5 – 256  | 8000 – 48000  | Mono – Estéreo                        |
| OGG     | 64 – 192 | 22050 – 48000 | Mono – Stereo                         |
| WAV     | 8 – 1411 | 8000 – 192000 | Mono, Stereo, CHx3, CHx4              |